# Telepathy
"Telepathy" é uma canção da artista musical estadunidense Christina Aguilera, gravada para a trilha sonora da série The Get Down (2016). Contém a colaboração do guitarrista contemporâneo Nile Rodgers. Foi composta por Sia Furler, Mikkel S. Eriksen e Tor Erik Hermansen, sendo produzida por Stargate. A faixa foi lançada pela RCA Records em 12 de agosto de 2016. A canção é caracterizada por ser um badalado disco que incorpora elementos de riffs de guitarra. A letra menciona a sinergia de um bom relacionamento. "Telepathy" recebeu críticas positivas da mídia especializada.

## Antecedentes
Antes de ser libertada, foi divulgada a informação de que Aguilera em parceria com Nile Rodgers gravaram uma música para a trilha sonora da série The Get Down, criada por Baz Luhrmann para a Netflix. A canção foi escrita por Sia Furler e foi definida como uma parte disco, inspirada na música dos anos 1970. Aguilera canta: "Você me tem e eu te tenho / Eu te conheço e você me conhece / Nós temos telepatia". Falando a respeito da faixa, o produtor supervisor de The Get Down, Nelson George, disse: "Suas batidas subjacentes são uma referência ao hinos 1970 voguing populares em boates como o House of LaBeija". Em 23 de agosto de 2016, foi disponibilizada nas rádios italianas um remix do produtor Malay intitulado "Malay Mix".

## Faixas e formatos
| Download digital (extended play de remixes) |                                     |         |  |
| N.º                                         | Título                              | Duração |  |
| 1.                                          | "Telepathy" (Rare Candy Radio Mix)  | 3:16    |  |
| 2.                                          | "Telepathy" (Eric Kupper Radio Mix) | 3:40    |  |
| 3.                                          | "Telepathy" (Solidisco Remix)       | 4:00    |  |
| 4.                                          | "Telepathy" (Malay Remix)           | 3:22    |  |
| 5.                                          | "Telepathy" (Tobtok Remix)          | 4:56    |  |
| 6.                                          | "Telepathy" (Moto Blanco Radio Mix) | 3:06    |  |

## Créditos
Todo o processo de elaboração de "Telepathy" atribui os seguintes créditos:
- Composição – Sia Furler, Mikkel S. Eriksen, Tor Erik Hermansen
- Produção – Stargate
- Vocais – Christina Aguilera
- Instrumentos musicais – Nile Rodgers

## Desempenho nas tabelas musicais

### Posições
| Tabela musical (2016)                         | Melhor posição |
| --------------------------------------------- | -------------- |
| Bélgica (Ultratip Bubbling Under de Flandres) | 38             |
| França (SNEP)                                 | 120            |
| US Dance Club Songs                           | 1              |

## Histórico de lançamento
| País           | Data                   | Formato           | Gravadora |
| -------------- | ---------------------- | ----------------- | --------- |
| Estados Unidos | 12 de agosto de 2016   | Download digital  | RCA       |
| Itália         | 23 de agosto de 2016   | Rádios mainstream | RCA       |
| Mundo          | 16 de setembro de 2016 | EP de remixes     | RCA       |